# Pe malul Ozanei
Pe malul Ozanei este un film românesc din 1984 regizat de Copel Moscu.